# Panamericano de Rugby 2001
El Panamericano de Rugby de 2001 fue la cuarta edición de este torneo y por segunda vez se celebró en Ontario, Canadá.

## Equipos participantes
- Selección de rugby de Argentina (Los Pumas)
- Selección de rugby de Canadá (Canucks)
- Selección de rugby de Estados Unidos (Las Águilas)
- Selección de rugby de Uruguay (Los Teros)

## Posiciones
| Pos. | Equipo         | Encuentros | Encuentros | Encuentros | Encuentros | Tantos  | Tantos    | Tantos     | Puntos |
| Pos. | Equipo         | jugados    | ganados    | empatados  | perdidos   | a favor | en contra | diferencia | Puntos |
| ---- | -------------- | ---------- | ---------- | ---------- | ---------- | ------- | --------- | ---------- | ------ |
| 1    | Argentina      | 3          | 3          | 0          | 0          | 96      | 49        | + 47       | 6      |
| 2    | Canadá         | 3          | 2          | 0          | 1          | 39      | 38        | + 1        | 4      |
| 3    | Estados Unidos | 3          | 1          | 0          | 2          | 57      | 91        | - 34       | 2      |
| 4    | Uruguay        | 3          | 0          | 0          | 3          | 63      | 77        | - 14       | 0      |

Nota: Se otorgan 2 puntos al equipo que gane un partido, 1 al que empate y 0 al que pierda

## Resultados[1]

### Primera fecha
| 19 de mayo 12:00 | Argentina | 32 - 27 | Uruguay | Richardson Stadium, Kingston    |                                 |
|                  |           | Reporte |         | Árbitro(s): Ian Hyde-Lay Canadá | Árbitro(s): Ian Hyde-Lay Canadá |

| 19 de mayo 14:00 | Canadá | 19 - 10 | Estados Unidos | Richardson Stadium, Kingston                                         |                                                                      |
|                  |        | Reporte |                | Asistencia: 7100 espectadores Árbitro(s): Santiago Borsani Argentina | Asistencia: 7100 espectadores Árbitro(s): Santiago Borsani Argentina |

### Segunda fecha
| 23 de mayo 17:00 | Argentina | 44 - 16 | Estados Unidos | Mohawk Sports Park, Hamilton        |                                     |
|                  |           | Reporte |                | Árbitro(s): Eduardo Blengio Uruguay | Árbitro(s): Eduardo Blengio Uruguay |

| 23 de mayo 19:30 | Canadá | 14 - 8  | Uruguay | Mohawk Sports Park, Hamilton                                         |                                                                      |
|                  |        | Reporte |         | Asistencia: 1200 espectadores Árbitro(s): Santiago Borsani Argentina | Asistencia: 1200 espectadores Árbitro(s): Santiago Borsani Argentina |

### Tercera fecha
| 26 de mayo 14:00 | Estados Unidos | 31 - 28 | Uruguay | Fletcher's Field, Markham                                       |                                                                 |
|                  |                | Reporte |         | Asistencia: 2400 espectadores · Árbitro(s): Ian Hyde-Lay Canadá | Asistencia: 2400 espectadores · Árbitro(s): Ian Hyde-Lay Canadá |

| 26 de mayo 16:00 | Canadá | 6 - 20  | Argentina | Fletcher's Field, Markham                                           |                                                                     |
|                  |        | Reporte |           | Asistencia: 2400 espectadores Árbitro(s): Alan Klemp Estados Unidos | Asistencia: 2400 espectadores Árbitro(s): Alan Klemp Estados Unidos |

| Bandera de Argentina |
| Campeón Argentina    |
| Cuarto título        |